# Federazione cestistica dell'Afghanistan
La Federazione cestistica dell'Afghanistan (in inglese: National Basketball Association of Afghanistan, ex Afghanistan Amateur Basketball Association) è l'ente che controlla e organizza la pallacanestro in Afghanistan.
La prima federazione si è affiliata alla Federazione Internazionale Pallacanestro nel 1968. La nuova federazione è stata fondata nel 2007 da Naser Shahalemi ed è indipendente sia dal comitato olimpico afgano che dal governo locale. Ha sede a Kabul.
La NBAA controlla la nazionale afgana e i campionati di Division I (maschile) e Premier League (femminile).